# Эренберг, Густав
Густав Эренберг (пол. Gustaw Ehrenberg; 14 февраля 1818, Варшава — 28 сентября 1895, Краков) — польский поэт, патриот и революционер, сосланный в Сибирь. По некоторым указаниям, в частности, согласно данным Третьего отделения, за ним следившего, внебрачный сын Александра I.

## Биография
Густав Эренберг родился 14 февраля 1818 года, через 9 месяцев после пребывания царя в Варшаве.
Свидетельством его высокого происхождения считается переписка между царем и его матерью Еленой Раутенштраух (женой российского генерала Иосифа Генриха Раутенштрауха; 1773—1842), а также субсидии, высылавшиеся из Петербурга на обучение мальчика. Официально считался сыном варшавского пекаря Эренберга, вырос в доме царского министра барона Моренгейма.
В 1825—1830 учился в Варшавском лицее. Эмиссар «Содружества польского народа», в 1838 году приговорен за подпольную деятельность к смертной казни, был помилован Николаем I и сослан в Сибирь. В 1839—1858 годах находился на каторге. Вернувшись из ссылки при Александре II, поселился в Варшаве и снова был арестован в январе 1862 года. Во время своего изгнания занимался переводами Шекспира и Данте.
Использовал псевдоним Gustaw pieśniarz.
Был женат на Эмилии Панцер (1827—1885), дочери офицера Русской императорской армии, инженера и педагога польского происхождения Феликса Панцера и на Фелиции Панцер (1832—1860). Имел сына Казимира (1870—1932).
Умер 28 сентября 1895 года в Кракове.

## Произведения
- Сборник «Dźwięki minionych lat»
- Польская революционная песня «Gdy naród do boju» («Szlachta w roku 1831») на мелодию из оперы Вольфганга Амадея Моцарта «Дон Жуан» (1787)[9] о битве под Сточеком. В XX веке песня стала гимном Армии людовой и крестьянской Объединенной народной партии.